# Alan Johnston
Alan Graham Johnston (Lindi, 17 maggio 1962) è un giornalista britannico.
Johnston nacque a Lindi, Tanganica, (odierna Tanzania), da genitori scozzesi. Frequentò la Dollar Academy in Scozia e in seguito si laureò in inglese e politica all'Università di Dundee. Johnston è stato anche insignito di un diploma in giornalismo all'Università di Cardiff, Galles.

## Carriera giornalistica
Johnston iniziò la sua carriera nel 1991 con la BBC per la quale fu corrispondente in Uzbekistan e in Afghanistan.
Fino al 1º aprile 2007 fu corrispondente ufficiale dalla Gaza, all'epoca del suo rapimento era l'unico corrispondente occidentale presente nella città.
Durante la sua attività a Gaza assistette e riportò alcuni degli eventi più significativi avvenuti nell'area come il piano di disimpegno unilaterale israeliano (2005), la
vittoria di Hamas alle elezioni politiche del 2006 e le operazioni del 2006 del Conflitto fra Israele e la Striscia di Gaza.
Quando non lavorava come corrispondente, Johnston faceva reportage alla radio, uno dei quali, dedicato alla vita nell'Afganistan post-talebani ha vinto una medaglia di bronzo alla Sony Radio Academy Awards.

## Il rapimento
Il 12 marzo 2007, mentre tornava al suo albergo, Johnston fu rapito da un gruppo di estremisti palestinesi dell'Esercito dell'Islam. La sua prigionia durò quattro mesi, il suo rilascio avvenuto il 4 luglio fu dovuto soprattutto alle pressioni di Hamas per la sua liberazione
Durante la sua prigionia vi furono numerosi appelli per la sua liberazione da parte di giornalisti, la BBC, in segno di solidarietà, appese un grande telo sui suoi studi televisivi con la scritta "Free Alan Johnston", ossia "Liberate Alan Johnston".
Diversi tentativi di negoziare la liberazione del giornalista fallirono, i rapitori giunsero a richiedere alla BBC un riscatto di 250 milioni di dollari.
I rapitori lo liberarono il 4 luglio 2007. Nove giorni dopo fu riportato che Hamas pagò ben 4 miliardi di dollari all'Esercito dell'Islam per il suo rilascio. Il premier palestinese negò il pagamento della somma.